# Zugprolongation
Der Ausdruck Zugprolongation bezeichnet in der Ornithologie beim Vogelzug das Hinausschießen über das eigentliche Zugziel während des Heimzuges. 
Vor allem werden Witterungseinflüsse für Zugprolongationen verantwortlich sein. Sie kommen bei allen Ziehern vor und sind ein wesentlicher Faktor bei der Brutgebietserweiterung vieler Arten. 
Im Gegensatz zur Zugprolongation bezeichnet ein Dispersionszug das in der Regel ungerichtete Umherschweifen von Jungvögeln in der Nestumgebung.